# Киллохи
Киллохи (англ. Killoughey, также Killoughy; ирл. Cill Achaidh) — деревня в Ирландии, находится в графстве Оффали (провинция Ленстер).